# Centrolew

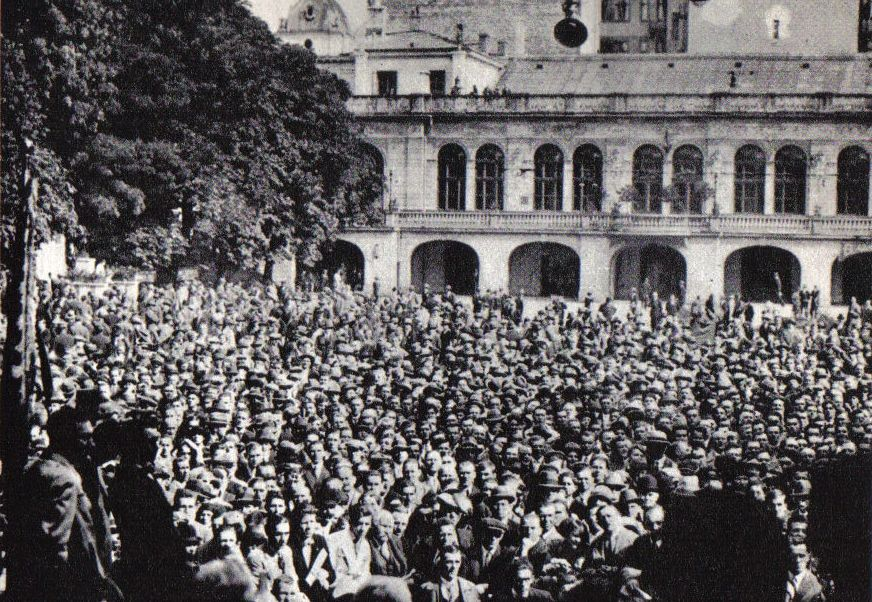
Shromáždění Centrolewu 15. září 1930

Centrolew (označení pro Středolevý) byla koalice několika polských politických stran (Polská lidová strana „Osvobození“, Polská lidová strana „Piast“, Národní strana dělnická, Polská socialistická strana, Rolnická strana a Polská křesťansko-demokratická strana), vzniklá po parlamentních volbách roku 1928. Koalice byla namířena proti Józefu Piłsudskému a jeho sanační vládě. Vláda zareagovala represemi politiků tohoto uskupení, především před parlamentními volbami v roce 1930. Vůdci Centrolewu byli pozatýkáni, uvězněni v Brestské pevnosti a souzeni v tzv. Brestském procesu. Ve volbách roku 1930 byla koalice poražena a následně se rozpadla.